# Visita do Papa Francisco às Filipinas
A visita de Papa Francisco às Filipinas foi uma visita de Estado e apostólica empreendida pelo Papa Francisco ao país asiático de 15 a 19 de Janeiro de 2015. Foi a terceira visita realizada por um Pontífice às Filipinas, seguindo as visitas dos papas Paulo VI e João Paulo II, respectivamente, além de ser a primeira realizada no século XXI. A comitiva papal passou por Manila, Tacloban e Palo, estas duas últimas regiões atingidas pelo Tufão Haiyan em 2013. Na cultura local, Papa Francisco recebeu a alcunha de "Lolo Kiko" (ou "Vovô Francisco", em português). A visita de Papa Francisco pelo país tornou-se a maior viagem apostólica da história, reunindo mais de 7 milhões de espectadores na missa de encerramento em Luneta e superando a Jornada Mundial da Juventude de 1995, também realizada no país.
O evento teve como tema "Misericórdia e Compaixão" (Habag at Malasakit, em filipino).

## Antecedentes

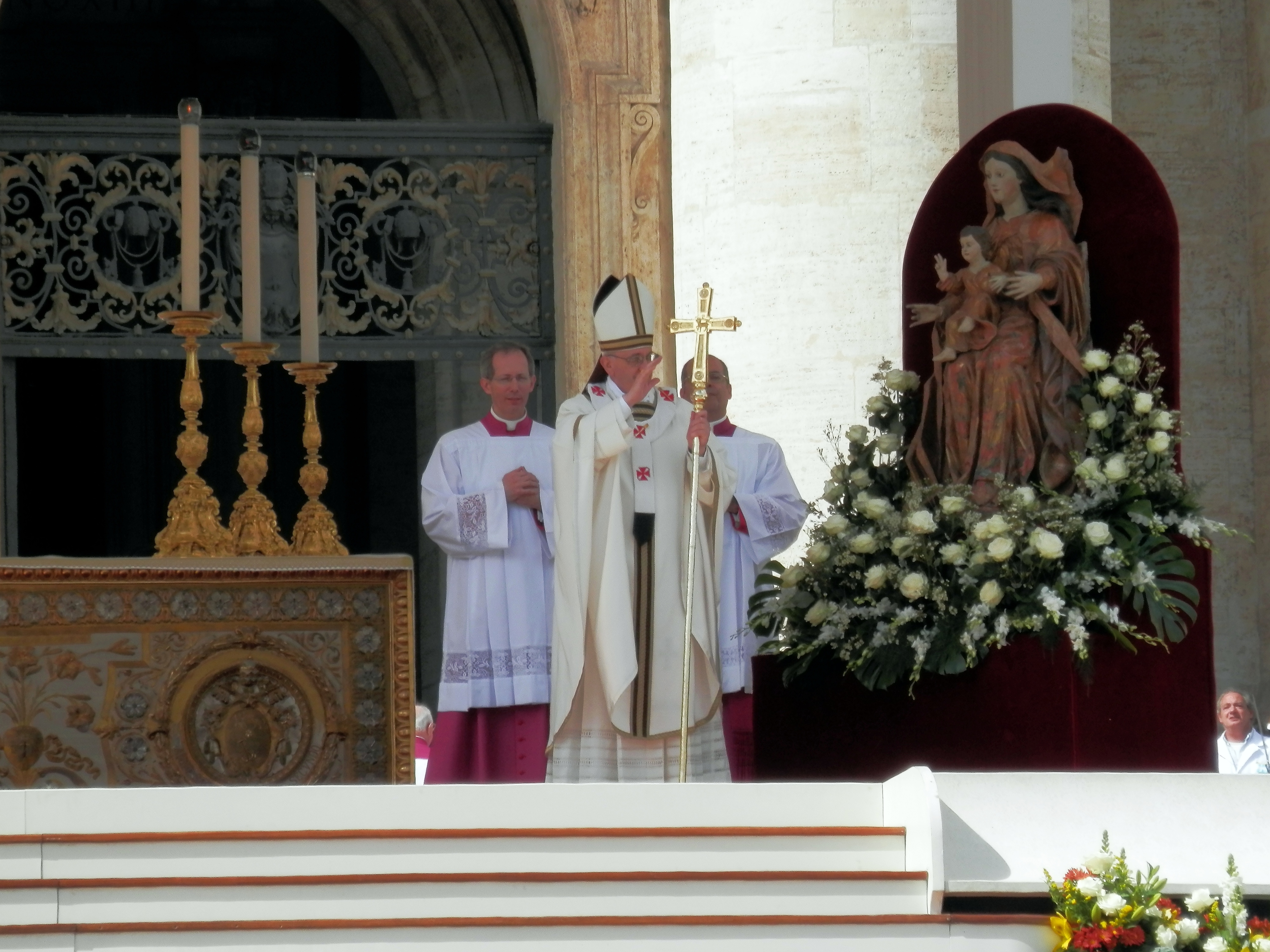
Missa inaugural de Papa Francisco na Praça de São Pedro, 2013.

### Planejamento
Desde a entronização de Papa Francisco, em março de 2013, haviam esforços em planejar uma visita apostólica às Filipinas. Em sua missa inaugural, o Papa foi convidado pessoalmente pelo Cardeal Luis Tagle a visitar o país.
Através de carta pastoral de 7 de julho de 2014, a Conferência Católica de Bispos das Filipinas anunciou o tema oficial da visita apostólica: "Uma Nação de Misericórdia e Compaixão". Posteriormente, o tema foi reduzido para "Misericórdia e Compaixão".

## Segurança

### Forças policiais
As autoridades Filipinas planejaram a mobilização de 37.500 militares e policiais para os eventos relacionados a visita papal. Foram deslocados cerca de 7.000 homens das Forças Armadas do país (sendo 5.000 reservistas), 25.000 policiais e 450 unidades de segurança que haviam retornado das missões de manutenção de paz das Nações Unidas nas Colinas de Golã e na Libéria. Em determinados pontos da capital nacional, atiradores de elite foram treinados e posicionados.

### Vigilância internacional
O Governo filipino coordenou juntamente com a Interpol e outros países do Sudeste asiático uma busca em indivíduos acusados de associação recente a organizações terroristas, como o Estado Islâmico do Iraque e do Levante. "Estamos contando com muitos aliados na tentativa de identificar qualquer possível ameaça de qualquer direção", afirmou o Presidente Benigno Aquino III.
A Agência Central de Inteligência, dos Estados Unidos, e o Vaticano enviaram agentes especiais ao país para averiguar as condições de uma visita papal.

### Suspeita de terrorismo
Em 22 de Janeiro, autoridades filipinas anunciaram a frustração de um plano terrorista contra a visita papal. O plano, que incluía a detonação de uma bomba durante a passagem da comitiva papal por Manila, foi descoberto pelas Forças Armadas em cooperação com a Polícia Nacional filipina. Ainda assim, a Guarda Suíça, responsável pela segurança pessoal do Pontífice, cooperou para a desconfiguração do plano terrorista.
Após as investigações que levaram ao plano terrorista, os militares filipinos se instalaram em outras áreas do país. Parte da Light Recreation Company, que recebeu treinamento pelos Estados Unidos, e militares especialmente treinados para operações de risco foram deslocados para a missa papal em Luneta. As forças de segurança também modificaram seus treinamentos, despistando possíveis terroristas infiltrados. O plano frustrado também levou ao bloqueio intencional da telefonia celular nas áreas visitados pelo Papa.

### Controle de público

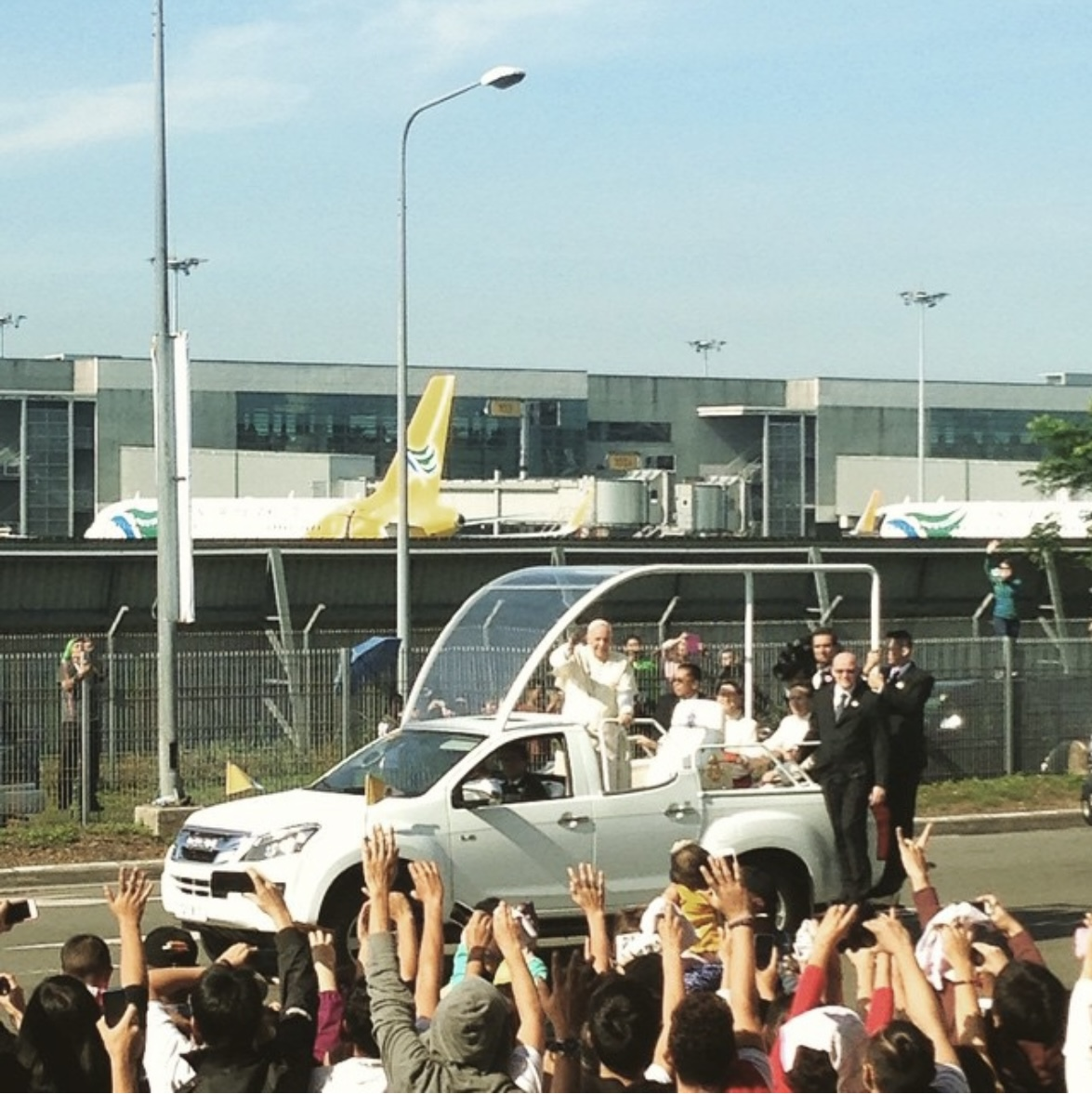
Papa Francisco a caminho da Base Aérea de Villamor para deixar as Filipinas em 19 de janeiro de 2015.

O Departamento de Obras Públicas e Rodovias utilizou 23.000 barricadas de concreto ao longo das vias percorridas pelo Papamóvel na região central de Manila. Cada barricada mede aproximadamente 1.25 metro de altura. Durante a visita de João Paulo II em 1995, uma multidão invadiu a pistas repetidas vezes interrompendo o trajeto da comitiva. O incidente foi uma das razões para o uso de barricadas de concreto.
Onze mil funcionários dos barangay e cinco mil paroquianos de Manila formaram uma barricada humana no trajeto principal do Papa, tal como havia sido realizado na Jornada Mundial da Juventude de 2013, no Rio de Janeiro, Brasil. Estes 16 mil voluntários juntaram-se ao 5 mil voluntários da Universidade de Santo Tomas na formação de uma barreira humana.

## Música

### Canção-tema
A canção-tema da visita apostólica, intitulada "We Are All God's Children", foi gravada pela cantora filipina Jamie Rivera. A letra da canção trata de humildade, humanidade e solidariedade "para com os pobres e fracos". A canção rendeu um vídeo clipe lançado através do YouTube.